# Lex Hildebrand
Lex Hildebrand kallades ett föreslaget tillägg till 15 kap. 23 § Strafflagen, som 23 maj 1908 väcktes i en motion av Karl Hildebrand i Sveriges riksdag. Förslaget löd:
"Hvar, som i uppenbar afsikt att obehörigen ingripa i annans fria utöfning af yrke eller näring, genom offentligt meddelande eller på annat dylikt sätt utsätter honom för skada eller förlust, straffas, där gärningen ej med svårare straff belagd är, med böter högst ettusen riksdaler."
På grundval härav föreslogs ett tillägg till 3 § 3 11 mom. Tryckfrihetsförordningen. Förslaget, som avsåg att bekämpa vissa former av blockad och bojkott från arbetarnas sida, förkastades vid nämnda riksdag, om än med mycket knapp majoritet i Andra kammaren, och återupptogs sedan inte. Nordisk familjeboks uggleupplaga nämner tre skäl till avslaget. Dessa var "den föreslagna straffbestämmelsens obestämdhet", att lagen endast riktade in sig på arbetare, och tveksamhet mot att kriminalisera de aktuella blockaderna och bojkotterna.